# موسوعة المعرفة
المعرفة هي موسوعة عربية على الإنترنت تستخدم نظام الويكي لإدارة، جمع وخلق المحتوى. أُنشِئت في 16 فبراير 2007 بهدف تكوين موسوعة دقيقة، متكاملة ومجانية، ويوجد بها الآن حوالي 107,018 ألفا مقالا حقيقيا وصفحة باللغة العربية، مدعمة بصور توضيحية وروابط إلى مواقع خارجية ذات علاقة بالموضوع. وتنشر محتواها برخصة جنو للوثائق الحرة.
نائل الشافعي هو مؤسس مؤسسة المعرفة المالكة للموسوعة ومديرها، وتضم في مجلس أمنائها شخصيات عامة عربية.